# Зигота
Зигота се нарича оплодената от сперматозоида яйцеклетка. Нейното образуване е в резултат от сливането на две хаплоидни гамети. Съдържа удвоен (диплоиден, 2n) набор хромозоми и в нея се комбинира генетичният материал на двама нетъждествени в генетично отношение родители.